# Toni Erdmann
Pour plus de détails, voir Fiche technique et Distribution.
Toni Erdmann est un film germano-autrichien réalisé par Maren Ade, sorti en 2016. 
En sélection officielle au Festival de Cannes 2016, le film a reçu le prix de la critique internationale. Le film a reçu le grand prix 2016 de la FIPRESCI.

## Synopsis
Winfried Conradi, un enseignant allemand d'une soixantaine d'années, fantasque et habitué à se grimer, va rendre une visite surprise à sa fille Ines, consultante de haut niveau en poste à Bucarest. Alors qu'elle essaye de négocier un contrat d'externalisation très important pour sa carrière, il s'immisce dans sa vie professionnelle et personnelle afin de la faire réfléchir sur elle-même, dans une série de situations inattendues qui la déstabilisent. Voyant le risque qu'il fait prendre à sa fille, il décide de rentrer en Allemagne. Ines se consacre à fond à sa mission, mais elle a la surprise, un soir dans un grand hôtel, de retrouver son père, grimé et se présentant sous le nom de Toni Erdmann.

## Fiche technique
- Titre : Toni Erdmann
- Réalisation : Maren Ade
- Scénario : Maren Ade
- Photographie : Patrick Orth
- Pays de production :  Allemagne,  Autriche
- Langues originales : allemand, anglais et roumain
- Genre : comédie dramatique
- Durée : 162 minutes
- Dates de sortie :
  - France : 14 mai 2016 (Festival de Cannes) ; 17 août 2016 (sortie nationale)
  - Allemagne : 14 juillet 2016

## Distribution
- Peter Simonischek (VFB : Patrick Descamps) : Winfried Conradi / Toni Erdmann
- Sandra Hüller (VFB : Karin Clercq) : Ines Conradi
- Lucy Russell (VFB : Julie Basecqz) : Steph
- Michael Wittenborn (de) (VFB : Daniel Nicodème) : Titus Henneberg
- Thomas Loibl (de) (VFB : Philippe Résimont) : Gerald Marburger
- Trystan Pütter (de) (VFB : Sébastien Hébrant) : Tim Trauter
- Hadewych Minis (VFB : Colette Sodoyez) : Tatjana
- Vlad Ivanov : Illiescu
- Alexandru Papadopol (en) (VFB : Maxime van Santfoort) : Dascălu
- Victoria Cociaș (de) (VFB : Nicole Shirer) : Flavia
- Sava Lolov : M. Vermillard
- Wiktorija Malektorowytsch (de) : Natalja
- Ingrid Burkhard : la grand-mère Annegret
- Ingrid Bișu (VFB : Helena Coppejans) : Anca Pavelescu

Version française dirigée par Bruno Buidin au studio Cinéphase (Belgique), d'après une adaptation des dialogues d'Anne Kreis. Informations prélevées du carton du doublage français.

## Accueil

### Accueil critique

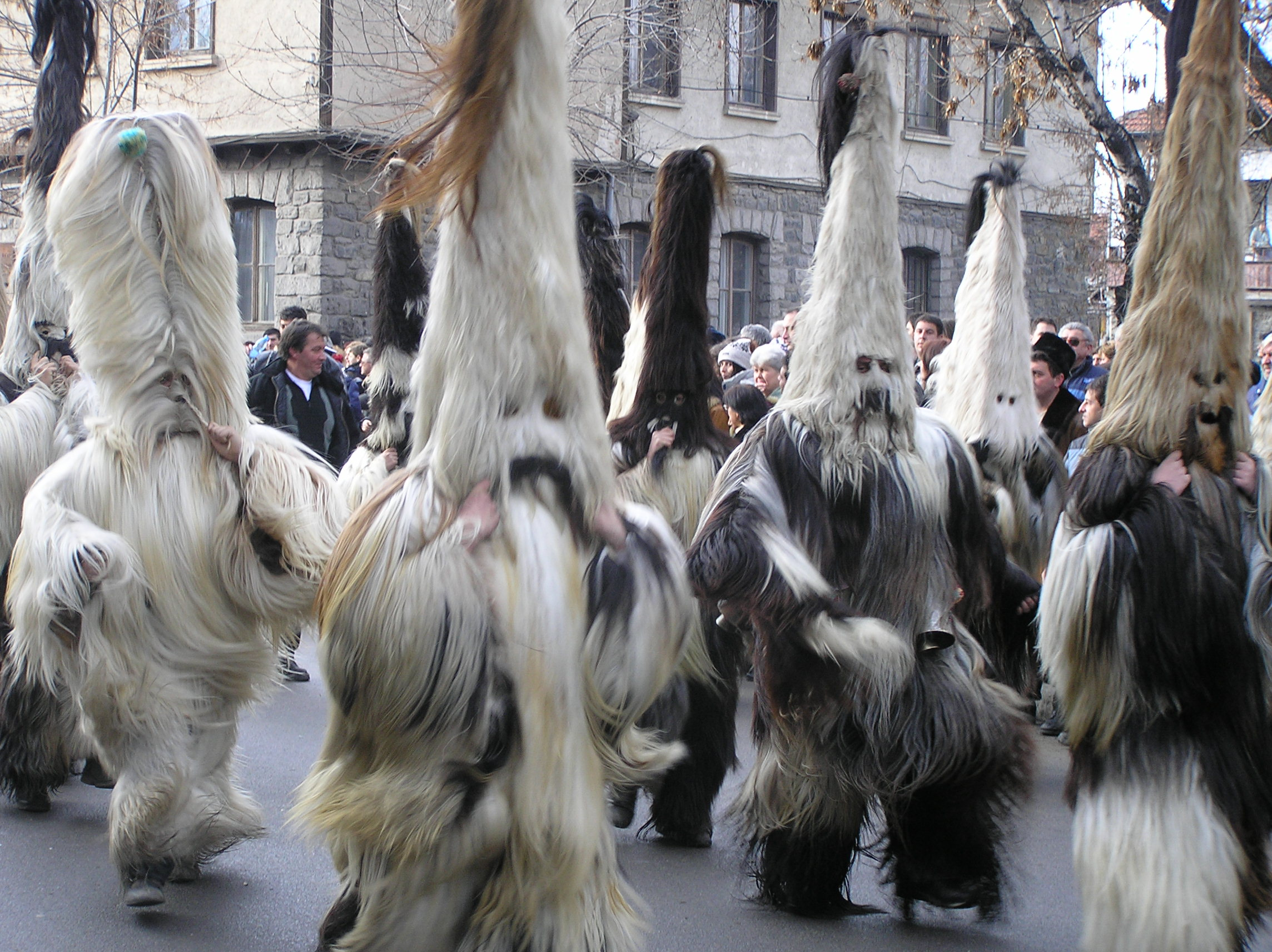
Défilé de kukeri, des hommes en costume bulgare, semblables à celui porté par Winfried.

Lors de sa présentation à Cannes, le film reçoit un accueil triomphal de la part de la presse, qui en fait rapidement son grand favori pour la Palme d'or. Au point même que Le Monde titre : « À Cannes, Maren Ade sabote la compétition avec Toni Erdmann. ».
- Stéphane Delorme dans les Cahiers du cinéma écrit que « le triomphe à Cannes, qui ne doit surtout pas faire croire à un film consensuel, c’était tout simplement le choc de voir un chef-d’œuvre. »[1]

- Mathieu Macheret / Le Monde : « Ce glissement est rendu possible par une mise en scène d’une merveilleuse simplicité. Comment décrire cette écriture si peu démonstrative, qui semble ne se distinguer du « petit réalisme » que par la précision de son tempo, la justesse ahurissante de ses comédiens, la clarté de son timbre et de sa lumière, d’une blancheur expansive, comme autant d’éléments qui flottent entre ses personnages ? C’est sans doute cela qu’on appelle la grâce. »

- Guy Lodge / Variety : « Le film de Maren Ade est une belle et très humaine étude de personnages, sur un père et une fille aussi dépressifs l'un que l'autre. Et c'est aussi un triomphe du rire. »

- Yannick Vély / Paris Match : « Non seulement le film est irrésistiblement drôle, d’un humour sans frontière, mais il est aussi bouleversant, évoquant avec tendresse les rapports entre un père et sa fille (...) Ce petit chef-d’œuvre d’écriture devrait se retrouver très haut au palmarès dimanche prochain, au moins pour ses deux acteurs principaux, Sandra Hüller et Peter Simonischek. »

- Steve Pond / The Wrap : « À ce jour, la plus délicieuse surprise de ce festival. La réalisatrice allemande Maren Ade offre un film sur une relation père-fille généreux, terriblement drôle mais aussi profondément touchant, d'une durée de 2 heures et 42 minutes, sans en gâcher un seul moment et dont on ne ressent jamais la longueur. »

- Sorin Étienne / Le Figaro : « Mais Toni Erdmann surprend à chaque scène et déclenche des rires tonitruants. L'humour allemand existe et il est ravageur. Ce troisième film de Maren Ade dure 2h42 et il n'y a pas grand-chose à enlever. »

- Bertrand De Saint Vincent / Le Figaro : « Tout est surprenant, inattendu, plein d'audace et de pudeur. Et en même temps infiniment juste, plausible, millimétré : la précision allemande. » [2]

Pour Pascal Gavillet de la Tribune de Genève, « De simple comédie de situation, le film vire au burlesque. Le règlement de comptes devient farce, Ubu et Mack Sennett s’invitent dans la sarabande, et le film prend son envol. Il n’atterrira plus [...] Par l’excès et la folie, Toni Erdmann s’impose alors comme le film choc de Cannes, tout en énonçant une série de faits tout à fait pertinents sur les crises ébranlant nos sociétés actuelles. ». 
Pour Théo Ribeton des Inrockuptibles, « à l’instar de son héros, Toni Erdmann enlève et renfile sans cesse les costumes dont on l’affuble –, pour s’imposer comme le film le plus trompeur de cette année – mais aussi un des plus intelligents. [...] Toni Erdmann est certes drôle – il l’est vraiment – mais il est beaucoup moins une comédie qu’un film sur le rire, sur sa psychologie, sur sa fonction sociale, sur son pouvoir de dérèglement. ».
Toni Erdmann a été élu meilleur film de l'année 2016, et sixième meilleur film de la décennie 2010, par les Cahiers du cinéma.

### Box-office
- France : 336 296 entrées[7]

## Distinctions

### Récompenses
- Festival de Cannes 2016 : Prix de la critique internationale.
- Festival International du Film de San Sebastian 2016 : grand prix de la FIPRESCI.
- Brussels Film Festival : Golden Iris Award[8].
- Festival du nouveau cinéma de Montréal 2016 : sélection officielle, en compétition ; Louve d'or.
- Prix Lux du Parlement européen 2016[9].
- Prix du cinéma européen 2016[10] :
  - Meilleur film
  - Meilleur réalisateur
  - Meilleur acteur pour Peter Simonischek
  - Meilleure actrice pour Sandra Hüller
  - Meilleur scénariste
- New York Film Critics Circle Awards 2016 : Meilleur film en langue étrangère
- Grand Prix 2016 de l'UPCB / UBFP - Union de la presse cinématographique belge
- London Film Critics Circle Awards 2016 : meilleur film en langue étrangère
- Deutscher Filmpreis 2017 [11]:
  - Meilleur film
  - Meilleur réalisateur pour Maren Ade
  - Meilleure actrice pour Sandra Hüller
  - Meilleur acteur pour Peter Simonischek
  - Meilleur scénariste pour Maren Ade
  - Meilleur montage pour Heike Parplies

### Nominations et sélections
- Festival de Cannes 2016 : sélection officielle, en compétition
- Golden Globes 2017 : Golden Globe du meilleur film en langue étrangère
- 89e cérémonie des Oscars : Oscar du meilleur film en langue étrangère

## Autour du film
- Maren Ade, la réalisatrice du film, a un jour offert à son père un faux dentier qu'elle avait reçu lors de l'avant-première d'Austin Powers à Munich. Ce dernier s'est, selon elle, beaucoup amusé avec, ce qui lui a forcément donné des idées sur ce film[12].
- D'après la réalisatrice, l'écriture du scénario s'est étalée sur six ans, le montage a duré un an, et le mixage s'est terminé deux jours avant la projection du film au comité de sélection cannois[12].

### Projet de remake américain
Le studio Paramount a annoncé avoir acquis les droits pour tourner un remake américain du film. Les rôles d'Ines et de Toni Erdmann seraient repris respectivement par Kristen Wiig et Jack Nicholson. Pour Nicholson, il s'agirait d'un grand retour au cinéma, puisqu'il n'a plus tourné depuis 2010 et la comédie romantique Comment savoir. Depuis, Jack Nicholson, via son agent, a démenti cette rumeur qui était infondée.